# Smyer
Smyer város az Amerikai Egyesült Államok Texas államában, Hockley megyében. Lakosainak száma 441 fő (2020. április 1.).

## Népesség
A település népességének változása:
| Lakosok száma | 480  | 474  | 441  |
|               | 2000 | 2010 | 2020 |